# À l'Innovation

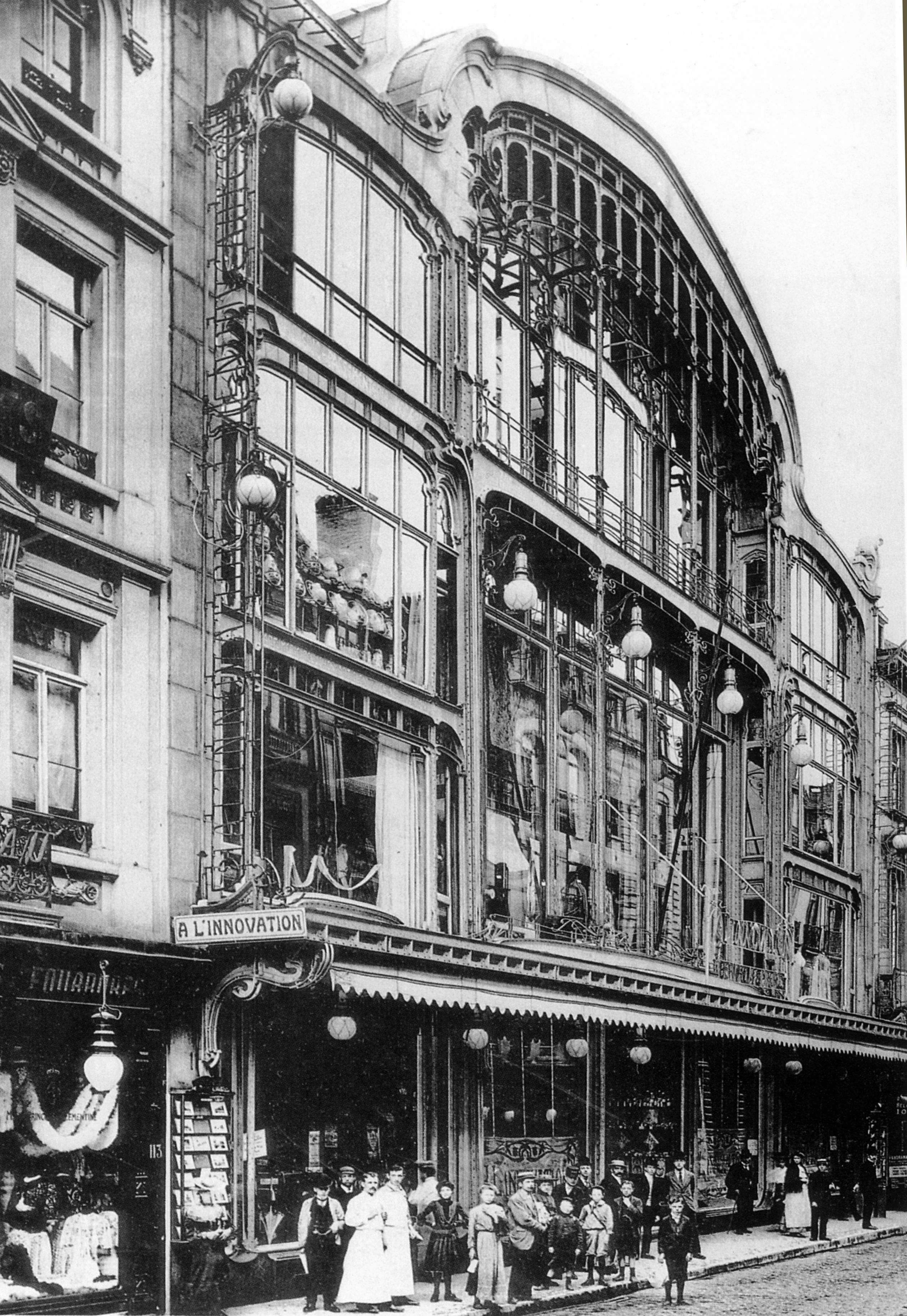
Varuhuset före branden, bilden är från 1901

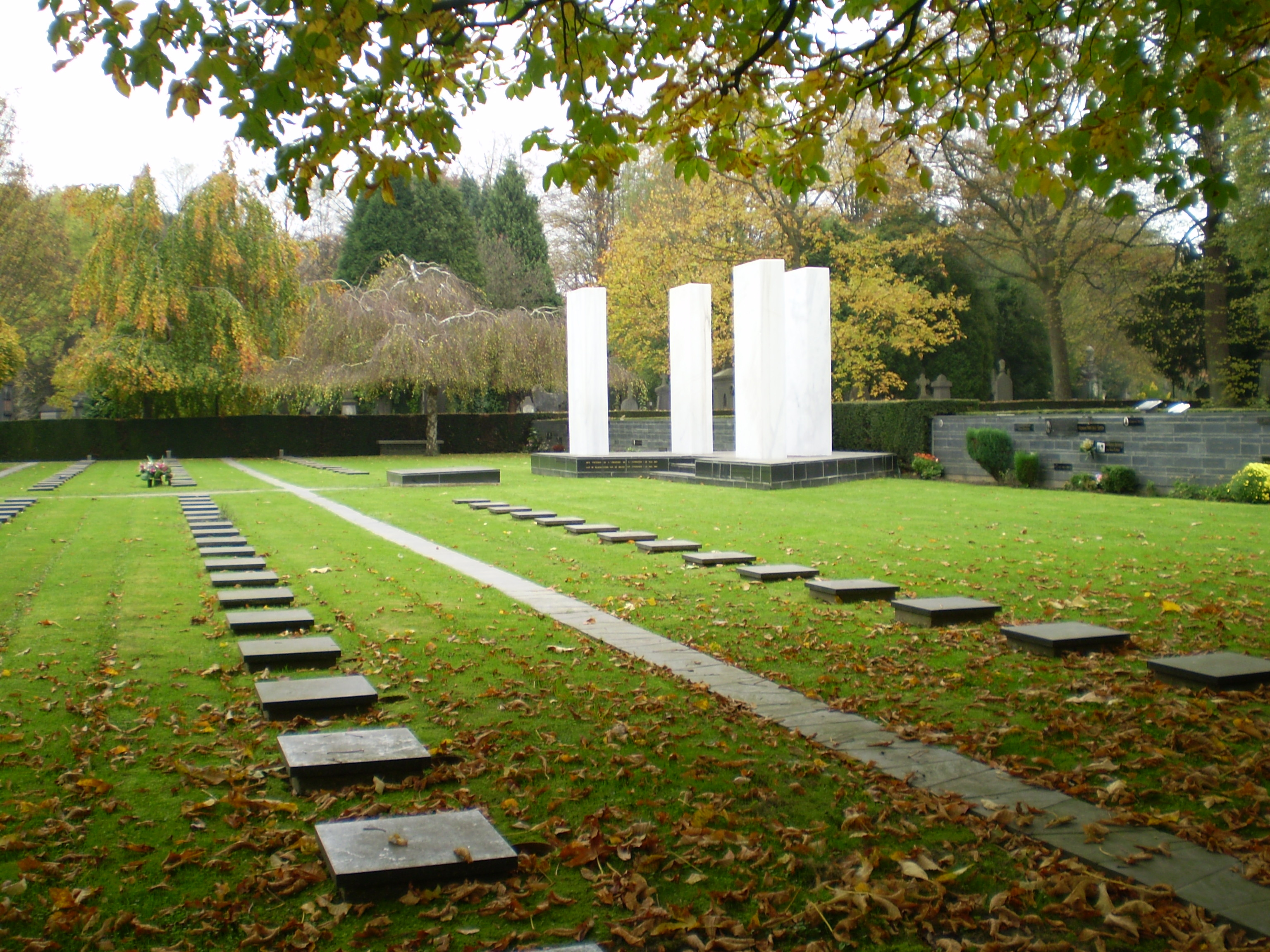
Minnesplats i Evere för de i branden omkomna.

À l'Innovation var ett varuhus i Bryssel i Belgien. Den 22 maj 1967 eldhärjades varuhuset, varvid 323 personer omkom medan 150 skadades. Landssorg utlystes och kung Baudouin och drottning Fabiola närvarade vid begravningsgudstjänsten för offren.